# Gareth Davies (homme politique)
Pour les articles homonymes, voir Gareth Davies.
Gareth Davies, né le 31 mars 1984 à Leeds, est un homme d'affaires et homme politique britannique. Membre du Parti conservateur, il est député de la circonscription de Grantham et Stamford à la Chambre des communes depuis 2019.

## Jeunesse
Gareth Davies est né dans le Yorkshire, fils d'un propriétaire de petite entreprise. Il fréquente une école polyvalente publique avant de terminer ses études de premier cycle à l'université de Nottingham, où il étudie les sciences politiques. Il obtient une maîtrise en administration publique à la John F. Kennedy School of Government de l'université Harvard, au cours de laquelle il se rend en Corée du Nord dans le cadre d'une visite d'étude.
Il commence à travailler dans le secteur des placements en 2006. Il travaille chez Columbia Threadneedle Investments pendant 14 ans, avant de devenir le responsable des solutions d'investissement responsable de l'entreprise,.

## Carrière politique
Gareth Davies travaille pour le Parti conservateur sur une base volontaire avant d'entrer au Parlement. Il se présente sans succès dans la circonscription de Doncaster Central aux élections générales de 2010, puis dans la circonscription de Leeds Central aux élections générales de 2017, les deux sièges étant dits « sûrs » pour le Parti travailliste.
En 2019, il est sélectionné comme le candidat du Parti conservateur pour la circonscription de Grantham et Stamford dans le Lincolnshire en vue de remplacer l'ancien conservateur devenu député indépendant Nick Boles, qui se retire de la vie politique aux élections générales de 2019. Gareth Davies est élu à la Chambre des communes avec une ample majorité de 46,4 % des voix.
En tant que député, il est membre de l'Alliance interparlementaire sur la Chine.
À partir de fin 2022, il est brièvement secrétaire parlementaire privé de la secrétaire d'État à l'Intérieur, Suella Braverman, puis occupe la même fonction auprès du chancelier de l'Échiquier, Jeremy Hunt. En 2023, il est nommé secrétaire de l'Échiquier au Trésor.